# ABKCO Records
La ABKCO Records è una casa discografica fondata nel 1961 come Allen Klein & Co. dal manager Allen Klein negli Stati Uniti d'America. Oltre a lavorare nel settore musicale, la ABKCO detiene i diritti dei primi film di Alejandro Jodorowsky, inclusi El Topo e La montagna sacra. Fa parte del gruppo ABKCO Industries.

## Storia
Allen Klein, che fu successivamente manager dei Beatles e dei Rolling Stones, nel 1967 acquisì la Cameo Records (formatasi nel 1956) e la Parkway, una società sussidiaria. Le due compagnie avevano sede a Filadelfia ed erano specializzate nella musica pop per adolescenti. Klein acquisì anche i diritti sulle composizioni di The Animals, Herman's Hermits, Bobby Rydell, Question Mark & the Mysterians, e Chubby Checker.
Nel 1968, trasformò la sua precedente società nella ABKCO Industries come azienda coinvolta in molteplici attività: management, music publishing, film, TV e produzioni teatrali. L'acronimo della denominazione societaria stava per Allen & Betty Klein and COmpany, anche se Klein spesso scherzò sul fatto che stesse in realtà per A Better Kind of COmpany.
Inglobando il materiale acquisito con la Cameo-Parkway Records, ed unendolo alle canzoni dei Rolling Stones, la compagnia si rivelò ben presto molto competitiva sul mercato dell'epoca. La compagnia infatti possiede i diritti su tutta la discografia dei Rolling Stones fino al 1970, e ad oggi è attiva anche come produttrice di video sui grandi artisti blues rock della storia.

### Cause legali
Nel gennaio 1970, i Beatles firmarono un accordo di management musicale con la ABKCO Industries. Al termine del contratto, la ABKCO citò in giudizio la band, e la causa legale si trascinò fino al 1977 quando i Beatles furono condannati a pagare 4.2 milioni di dollari; altre cause legali tra la ABKCO e i Beatles (o associate ad essi) proseguirono per almeno un decennio.
Quando nel 1970 i Rolling Stones decisero di sbarazzarsi di Allen Klein, il loro ex manager assestò un brutto colpo alla band quando essi scoprirono di aver inavvertitamente firmato un accordo contrattuale che li obbligava e cedere alla ABKCO Records i diritti di pubblicazione su tutto il materiale degli Stones dal 1963 al 1970. Klein ottenne inoltre anche il copyright su due canzoni del nuovo disco in uscita, Sticky Fingers: Brown Sugar e Wild Horses. Per questa ragione il manager e la band sarebbero rimasti in causa per più di un decennio.
Una causa celebre incluse ABKCO Music, Inc. v. Harrisongs Music, Ltd. dove l'ex Beatle George Harrison fu citato in giudizio dalla Bright Tunes Music Corporation con l'accusa di plagio per la somiglianza tra il suo brano My Sweet Lord e la canzone He's So Fine delle The Chiffons, i cui diritti erano di proprietà della Bright Tunes. All'epoca, la ABKCO si occupava del management dei dischi di Harrison, come anche dei prodotti relativi ai Beatles. La ABKCO acquisì la società Bright Tunes dopo anni di negoziazioni, e in seguito fece causa essa stessa a George Harrison avendo acquisito ora i diritti di He's So Fine. Alla fine, il caso si risolse nella condanna di Harrison per violazione inconscia del copyright; tuttavia, anche la ABKCO fu ritenuta colpevole di conflitto d'interessi avendo acquisito la Bright Tunes mentre era in corso la causa Harrison vs. Bright Tunes.
Alla fine degli anni novanta, la ABKCO intentò causa al gruppo musicale The Verve circa la loro canzone Bitter Sweet Symphony, che include un campionamento della Andrew Loog Oldham Orchestra del pezzo The Last Time dei Rolling Stones. Essendo detentrice dei diritti di pubblicazione della canzone degli Stones, la ABKCO vinse la causa e Jagger & Richards furono inseriti tra gli autori di Bitter Sweet Symphony con relativa percentuale dei diritti d'autore.
Nel luglio 2008, la ABKCO fece causa a Lil Wayne per violazione di copyright e concorrenza sleale, in riferimento alla traccia Playing with Fire inclusa nell'album Tha Carter III. Nella causa, la ABKCO affermò che la canzone era ovviamente ispirata a Play with Fire, brano del quale la ABKCO detiene i diritti. Come risultato, Playing with Fire fu rimossa dalla versione digitale scaricabile dell'album Tha Carter III.

## Colonne sonore
L'etichetta discografica ha prodotto anche musiche per film diretti da importanti registi come Clint Eastwood e Alejandro Jodorowsky.

## Principali artisti prodotti
- Rolling Stones (1963-1970)
- Andrew Loog Oldham
- Bobby Womack
- Sam Cooke
- The Animals
- The Kinks
- Chubby Checker
- Herman's Hermits
- Bill Withers
- Marianne Faithfull
- Dee Dee Sharp
- Bunny Sigler
- Question Mark & the Mysterians

## Curiosità
- Beware of Darkness è una canzone di George Harrison inclusa nel suo primo album solista post-Beatles All Things Must Pass. Quando Harrison fece ascoltare il provino del brano a Phil Spector nel 1970, scherzando cambiò il titolo in Beware of ABKCO.[8] In seguito questo divenne il titolo di un bootleg del 1994 contenente le registrazioni di quella sessione.